# Hertogdom Stiermarken
Het hertogdom Stiermarken (Duits: Herzogtum Steiermark; Sloveens: Vojvodina Stajerska) was een hertogdom dat zich bevond in hedendaags zuidelijk Oostenrijk en noordelijk Slovenië. Het was een deel van het Heilige Roomse Rijk tot 1806, en een kroonland van Oostenrijk-Hongarije tot 1918, waarna het deels werd toebedeeld aan de nieuwe staat Joegoslavië.

## Geschiedenis

### De markgraafschappen
Na 582 trokken Slavische stammen het tot het Romeinse Rijk behorende gebied binnen, waar uiteindelijk het Slavische hertogdom Karantanien (= Karinthië) werd gevormd. In 772 werd het hertogdom Karantanien onderworpen door het hertogdom Beieren, waardoor het gebied in latere tijd deel ging uitmaken van het Frankische Rijk. Aan het eind van de achtste eeuw onderwierp Karel de Grote de gebieden in het Oosten en stichtte daar een provincie Karantanien en een provincie Pannonië. Hierop volgde een kolonisatie door Duitse bevolkingsgroepen. De Hongaren veroverden in 894 de marken in Pannonië en een deel van Karantanien. Slechts Opper-Stiermarken bleef Duits als deel van het oude Karantanien. Het gebied werd bestuurd door graven (graafschappen in het Ennsdal, rond Judenburg of Undruma-graafschap, in het Leobendal, in het Mürzdal).
De overwinning van keizer Otto I op de Hongaren in 955 was het keerpunt. Het gebied werd heroverd en opnieuw georganiseerd. In het huidige Stiermarken werden drie markgraafschappen gesticht:
- Mark aan de Mur
- Mark aan de Drau
- Mark aan de Sann

De belangrijkste van de drie werd de Mark aan de Mur, die meestal de Karinthische Mark werd genoemd. Deze mark werd het kerngebied van Stiermarken. De mark werd tot 1035 bestuurd door leden van het geslacht Eppstein, die in 1012 tevens hertog van Karinthië werden. De Eppsteiners werden opgevolgd door het geslacht Wels-Lambach.
Na 1050 regeerden leden van de familie van Steyr, ook van Traungau genoemd. Omdat samen met het markgraafschap ook de vier graafschappen in het Oberland werden bestuurd, bezat de markgraaf een uitgestrekte gebied. Later gingen de markgraven zich markgraaf van Steyr noemen, naar de burcht waarop zij resideerden.
Na het einde van de Investituurstrijd begon onder markgraaf Leopold de Sterke (1122-1129) een ingrijpende ontwikkeling. De markgraven wisten veel rechten en bezittingen te verwerven in het gebied. Het land werd ontgonnen en de bevolking breidde zich uit. De hoge adel verdween. Nieuwe residentie werd Graz. Omstreeks 1160 was deze ontwikkeling afgesloten.

### Het hertogdom onder verschillende dynastieën
In 1180 werd het markgraafschap tot hertogdom verheven onder gelijktijdige opheffing van alle leenbanden met Beieren. Tot dan toe had het land geen naam, Ottokar III noemde het het land van zijn heerschappij. Later noemde hij zich vorst van Steyr. Ottokar IV noemde zich hertog van Steyr. De naam mark raakte niet in vergetelheid, want in de loop der tijd raakte de naam Stiermarken in gebruik.
Omdat hertog Ottokar IV geen nakomelingen had, stierf de dynastie met hem op 8 mei 1192 uit. Op grond van het huwelijk van Ottokar II met Elizabeth van Babenberg maakten de Babenbergers aanspraak op het hertogdom. Omdat zij ook hertog van Oostenrijk waren, kwamen de twee hertogdommen in een personele unie.
De Babenbergers stierven in 1246 uit en de twee hertogdommen werden een voorwerp van strijd tussen de koninkrijken Bohemen en Hongarije. In 1254 onderwierp het land zich in de Vrede van Ofen aan Hongarije en Bohemen. Het land werd gedeeld, waarbij het noordelijk gebied verloren ging (Pittener Mark). In 1259 maakte een opstand een eind aan het Hongaarse bewind. Daarna wist de koning van Bohemen het land in 1260 te onderwerpen, tot een nieuwe opstand in 1276, waarin ook koning Rudolf een rol speelde.

### Het hertogdom onder de Habsburgers
In 1282 beleende koning Rudolf zijn zoons met de hertogdommen Oostenrijk, Stiermarken en Krain. Hiermee begon de Habsburgse periode. In het zuiden werd het gebied nog uitgebreid met het Sanndal in 1311 en het gebied van Windischgraz in 1482.
Nadat in 1335 de hertogdommen Karinthië en Krain aan de Habsburgers toekwamen, ontstond er een band tussen deze gebieden in het zuidoosten: zij vormden samen Binnen-Oostenrijk.
Bij de deling van de Habsburgse bezittingen in 1411 kreeg hertog Ernst I van Oostenrijk: Stiermarken, Karinthië, Krain met de Windische Mark, Triëst, het Istrië en Pordenone. Het zwaartepunt van dit gebied lag in Stiermarken.
Een verzwakking van het hertogdom was de vorming van het graafschap Cilli, maar in 1456 kon dit graafschap weer ingelijfd worden na het uitsterven van de graven. Vanaf 1512 is het hertogdom onderdeel van  de Oostenrijkse Kreits.
In 1564 werden de Habsburgse landen opnieuw gedeeld onder aartshertog Karel, waarbij dezelfde afsplitsing optrad als in 1411. In 1578 werd Karel ook administrator van de Windische en Kroatische grenzen. In 1584 werd Karel zelf Rijksstand. Graz kreeg in 1585 een universiteit.
Ten tijde van de Ottomaanse invasies in de 16de en 17de eeuw onderging het hertogdom veel schade en geraakte het ontvolkt. De Ottomanen ondernamen wel twintig rooftochten door Stiermarken waarbij kerken, kloosters, dorpen en steden geplunderd en vernietigd werden. De mensen die werden gevangengenomen, werden vermoord of meegevoerd als slaven. Pas in 1711 kwam er een eind aan de invallen.
Na de dood van keizer Matthias in 1619 werd Ferdinand van Stiermarken tot keizer gekozen. Hij verlegde zijn residentie naar Wenen, maar Binnen-Oostenrijk behield zijn aparte status tot Maria Theresia er een eind aan maakte.

### Stiermarken na 1918
Aan het eind van de Eerste Wereldoorlog ging in 1918 een derde deel van het land (Neder-Stiermarken) verloren aan koninkrijk Joegoslavië. Dit gebied werd vooral bewoond door Slovenen. Onder het Derde Rijk werd na de Duitse bezetting in 1941 van Joegoslavië het land herenigd. Na de Duitse nederlaag in 1945 werd de oude toestand hersteld.